# Suarez (rapper)
Suarez, all’anagrafe Valerio Petrocchi (Roma, 6 gennaio 1985), è un rapper e produttore discografico italiano, membro dei crew romani Nacapito e Gente de Borgata.

## Biografia

### Esordi
Il percorso artistico di Suarez inizia nei primi anni del 2000, quando il rapper comincia a partecipare a svariati open mic e pubblica i suoi primi demo in rete. Nel 2004 conosce il rapper romano Lino (Lupi de Cinecittà) e a seguito di questo incontro i due fondano la Nacapito Crew. Nel 2005 Suarez, in seguito alla conoscenza di Vacca e dei vari membri del suo collettivo, entra a far parte dei Voodoo Smokers, che lascerà tre anni dopo a causa di tensioni con il rapper cagliaritano, da cui scaturisce un dissing. A partire dal 2004 Suarez inizia a registrare presso l'Undertrack Studio di Dj Demis i primi singoli dell'album che segna il suo esordio ufficiale, Suarez's Contempt. Il disco vede la luce nel 2006 e contiene le prime collaborazioni dell'artista con Lino, Benassa, Tai Otoshi, Gel e Mystic One.
Nel 2009 Suarez pubblica il suo secondo album da solista, dal titolo De Rustica Progenie Semper Villana Fuit, dove compaiono fra le varie collaborazioni Tormento, Grezzo, Benetti DC, Il Turco, Supremo 73 e molti altri. Nello stesso anno, il rapper romano diventa membro ufficiale della crew Gente De Borgata. 

### Anni 2010
Il 2010 segna l'uscita di Squadra Antialternativi Mixtape, progetto curato da Lino (Lupi de Cinecittà) e Suarez, con collaborazioni di Metal Carter, Santo Trafficante, Arse e Peggio.
Nell'estate del 2011 esce l'EP Antieroe: Nessun Potere, Troppe Responsabilità: questo è il primo dei progetti dove il rapper decide di curare l’intero progetto in completa autonomia, occupandosi della produzione dei beat, della registrazione delle tracce e del progetto grafico.
Nel 2012, grazie al supporto dell'etichetta Tak Production, pubblica il suo terzo album Essi Vivono, contenente il singolo Ass Kicker con Dj Drugo e collaborazioni con vari artisti di rilievo come Clementino, i Barracruda, Lino, Grezzo, Fetz Darko, Peggio, Mr P. e Metal Carter.
Antieroe 2: 1,21 Gigawatt esce nel 2015 e rappresenta il secondo capitolo della saga Antieroe: Suarez cura nuovamente l’intero album, inserendo anche nel booklet un fumetto ideato e disegnato da lui. In questo album appaiono fra le varie collaborazioni il Danno, Dj Myke, Egreen, Lucci, Il Turco, Supremo 73, Grezzo, Er Costa, Mystic One e Chef Ragoo. Durante l'anno successivo Suarez cura l'EP Percorsi di Supremo 73, occupandosi della produzione delle tracce, del mixaggio, della masterizzazione e dell'intero progetto grafico. Suarez compare anche in due featuring dello stesso album, Vecchie Maniere Remix e Tram Tram. Sempre nel 2016, insieme a Danno e Chef Ragoo partecipa al singolo Strozzapreti Alla Romana, di cui viene stampato un vinile in tiratura limitata prodotto dalla Tuff Kong Records.
Nel 2019 esce l'album Siberia, in collaborazione con Grezzo S#Lover; l'album viene prodotto interamente da Depha Beat. Esso viene registrato nel corso del 2018 presso il 3Tone Studio di Roma e contiene il singolo Introducing Siberia con Dj Drugo e varie collaborazioni di artisti, fra cui Pacman XII, Benetti DC, Supremo 73 e Rosa White.

### Anni 2020
Nel 2020 l'etichetta Tak Production cura la ristampa di Essi Vivono Expanded Edition, stampando un vinile in tiratura limitata dove compare il remix del singolo Io So Stanco, diventato nel tempo un cult tra i fan del rapper. Nello stesso anno, durante il lockdown causato dalla pandemia di CoVid-19, il rapper annuncia sui suoi canali social di essere al lavoro su un nuovo album, Antieroe 3.
Nel 2021 l'artista firma con Time 2 Rap Records e a fine anno in collaborazione con un'altra etichetta, Dirt Tapes, pubblica la ristampa in musicassetta di Antieroe 2, contenente una traccia esclusiva dell'epoca, "Dark Side" mai pubblicata in precedenza.
Il 1 marzo 2022 esce, a sette anni dal disco precedente, il terzo capitolo della saga Antieroe, dal titolo completo di Antieroe 3: The Punisher, per l'etichetta Time 2 Rap Records. Il disco, primo album solista di Suarez dal 2015, contiene collaborazioni con molti dei principali esponenti della scena rap underground romana, tra cui i rapper Danno, il Turco, Supremo 73, Metal Carter e Rak e i dj DJ Drugo, DJ Ceffo dei Brokenspeakers e DJ Snifta.
Nel 2024 il rapper annuncia il suo ritorno nell'etichetta Tak Production, e il 29 novembre esce con il nuovo singolo GDB Gatti de borgata, prodotto dallo stesso Suarez con gli scratch di Dj Craim, accompagnato da un video pubblicato esclusivamente sui social dove vengono mostrati i gatti della maggior parte dei suoi amici collaboratori tra cui Dj Ceffo, Rak, Kaos One, Grezzo, Metal Carter e altri. Il singolo anticipa il nuovo album, previsto nel 2025 come annunciato dal rapper sui suoi canali social.
Nell'estate 2025 viene chiamato a intervistare il regista statunitense Walter Hill in occasione della proiezione a Roma del film I guerrieri della notte, durante l'evento Il Cinema in Piazza
Dopo più di venti anni dal suo esordio artistico, Suarez vanta numerose collaborazioni con molti personaggi di rilievo nella scena rap italiana ed esibizioni live in tutta Italia, durante le quali ha condiviso il palco anche con rapper di fama internazionale, come M.O.P., AZ, Afu-Ra, Sean Price, Sean Strange, Psycho Realm, Masta Ace, Beatnuts e Das EFX.

## Discografia[15]

### Album

#### Studio
- 2005 - Suarez's Contempt
- 2009 - De Rustica Progenie Semper Villana Fuit
- 2011 - Antieroe: Nessun Potere, Troppe Responsabilità (EP)
- 2012 - Essi Vivono[16]
- 2015 - Antieroe 2: 1,21 Gigawatt[17]
- 2019 - Siberia (con Grezzo)
- 2022 - Antieroe 3: The Punisher

#### Mixtape
- 2010 - Squadra Antialternativi Mixtape (con Lino)

#### Produttore
- 2016 - Percorsi EP - Supremo73

### Singoli
- 2011 - Pilder On - Suarez feat. Dj Muff
- 2016 - Io Sto Con Gli Hiphopotami - Dj Myke & Suarez
- 2017 - Strozzapreti Alla Romana - Danno, Suarez & Chef Ragoo[18]
- 2018 - Resto Diffidente - Suarez & Two Click Studio
- 2020 - Io So Stanco Reprise
- 2024 - Gdb Gatti de borgata feat. Dj Craim

### Collaborazioni[19]
- 2004 - Carlito feat. Suarez - Non Basta (da Gang Bang)
- 2006 - Jimmy feat. Suarez, Rancore, Jesto & Microphone Killaz - RM Confidential (da Memorie Dal Sottosuolo)
- 2006 - Gli Inquilini feat. Suarez & Rancore - Condominio Reprise (da I Mostri Capitolo 3)
- 2006 - Ergo Sogno Sum feat. Suarez & Jimmy - Numeri Romani (da Roma Città All'erta)
- 2007 - Vacca feat. Suarez & G Nano - Voodoo Connection (da Faccio Quello Che Voglio)
- 2008 - Grezzo feat. Suarez - Paura Di Me (da Compagni di Sbronze)
- 2009 - Peggio feat. Suarez - Sala D'attesa (da Standby)
- 2009 - Peggio feat. Suarez - 4 km (da Standby)
- 2009 - Dj Fester feat. Suarez - Freestyle (da Benvenuti in Borgata 2)
- 2009 - Losk & Corax feat. Suarez - La Voce Scomoda (da Ramble On)
- 2009 - Lino feat. Suarez - Vado Vado Via (da De Strada EP)
- 2009 - Woody Aulin feat. Suarez - Cambia Pagina (da The Snack Baratro Mixtape)
- 2009 - Arse feat. Suarez - Nacapito Metal Jacket (da Acciaio Duro)
- 2009 - Arse feat. Suarez - In Guardia (da Denunzia)
- 2010 - Tocca Stacce (da Barrecrude Mixtape Vol. 1)
- 2010 - Unfamily feat. Suarez - Parental Advisor (da Unfamilixtape Vol. 1)
- 2010 - Lord Madness feat. Suarez & Inkastro - Esplosivo (da MDMA Viola - Madness Wizzle)
- 2011 - Lino & Suarez - C'è Poco Da Ride (da Barrecrude Mixtape Vol. 2)
- 2011 - Barracruda feat. Suarez, Next Cassel & Il Turco - Ghost Dogz (da Barrecrude Mixtape Vol. 2)
- 2012 - Mr Phil feat. Suarez, Gose, Lucci, Rak, Sace, Er Costa, Fetz Darko, Deal Pacino & Prisma - Uno Contro Uno (da Poteri Forti)
- 2012 - Rak feat. Suarez - Sta Lontano (da Rakpresento)
- 2012 - Dj Fester feat. Suarez - Freestyle (da Daje Tutti Mixtape)
- 2012 - Gente De Borgata feat. Suarez - Tieniti Pronto (da Manifesto)
- 2012 - Rapcore feat. Suarez & Il Turco - Zero Compromessi (da Casinò 23)
- 2012 - Suarez & Lucci - Brutta Gente (da Mr Phil e Dj Fester presentano Brutta Gente Mixtape)
- 2013 - Alieno (da Barrecrude Mixtape Vol. 3)
- 2013 - Barracruda feat. Suarez, Domeflame, Clementino, Il Turco, Oyoshe & Dope One - Lyrical Slang (da Barrecrude Mixtape Vol. 3)
- 2013 - Grezzo feat. Suarez - Punto Primo (da La Guerra In Una Stanza)
- 2013 - Simon P & Crine J feat. Suarez & Grezzo - Grazia Plena (da Full Coverage)
- 2013 - Dirty Dagos feat. Suarez & Grezzo - Suarez X Grezzo SLover (da DDMV2)
- 2013 - Dj Ceffo feat. Suarez & Lino - Rieccoci (da Brutti Ceffi Mixtape)
- 2013 - Black P feat. Suarez - Disillusi (da Vulgar Music Vol. 1)
- 2013 - Pooccio Corona feat. Suarez & Grezzo - La Qualità (da Carogna Mixtape)
- 2013 - Esercito Ribelle feat. Suarez - Disagio A 5 Stelle (da Prima Linea Mixtape)
- 2013 - Tony Haze & Sick Luke feat. Suarez - Lupo Solitario (da King Kong)
- 2013 - Santo Trafficante feat. Suarez - Roma è (da Il Top De Roma)
- 2013 - Fetz Darko feat. Suarez - Giochi Con Il Fuoco (da Lotta Medievale)
- 2013 - Dj Gengis feat. Suarez - Altalena (da Rome Sweet Home)
- 2014 - Mr Phil feat. Suarez, Lucci, Rak & Prisma - Cazzi Tuoi (da Niente X Nessuno)
- 2014 - Pooccio Corona & Jamie Sanchez feat. Suarez - Rebels (da Rail Roads)
- 2015 - Dunk & Grigio feat. Suarez, Rak, Kento & Lord Madness - Molosso (da Un Passo Avanti)
- 2016 - Caduta Libera feat. Suarez & Ice One - Il Nostro Invito (da Revolucion, La Rivolta)
- 2016 - Nembo Kid (da Benvenuti in Borgata 3)
- 2016 - Il Turco feat. Suarez - Zombie (da Benvenuti in Borgata 3)
- 2016 - Prooftop feat. Suarez - Cento All'ora (da Hit Mania Dance 2016)
- 2016 - Arnebeats feat. Suarez - C'è Poco Da Ride 2 (da No Bullshit Allowed)
- 2016 - Supremo 73 feat. Suarez - Vecchie Maniere (da Percorsi EP)
- 2016 - Supremo 73 feat. Suarez - Tram Tram (da Percorsi EP)
- 2017 - Rak feat. Suarez - Antieroi (da Road 2 B2BR)
- 2017 - Mr Phil feat. Suarez, Grezzo & Balo1 - Tevere In Piena (da Kill Phil Vol. 2)
- 2017 - Dj Fede feat. Suarez - Per La Mia Via (da Torino/Roma Andata E Ritorno)
- 2017 - Denay feat. Suarez, Grezzo & Don Plemo - Sleepers (da Hard Boiled)
- 2017 - Dj Fastcut feat. Suarez, Er Costa & N.B.S. - Heavy Artillery (da Dead Poets)
- 2017 - Wild Ciraz feat. Suarez, Basile & Dj Fastcut - Questa Merda
- 2018 - Rak feat. Suarez & Supremo 73 - Occhio Per Occhio (da Born 2 Be Ready)
- 2018 - Metal Carter feat. Suarez - Se Non Stiamo Pari (da Slasher Movie Stile)
- 2019 - Dj Fastcut feat. Suarez, Gast & Supremo 73 - Mafia Capitale (da Dead Poets 2)
- 2019 - Dj Fastcut feat. Suarez, Il Turco, Mattak, Wiser, Funky Nano & Sgravo - Roma Cypher
- 2019 - Dj Ceffo feat. Suarez - Come Negli Anni 90 (da Brutti Ceffi Mixtape Vol. 2)
- 2019 - Spike feat. Suarez - Come Morissi Domani (da Via Di Mezzo)
- 2019 - Dj Fede feat. Suarez & Supremo 73 - Finché Ce La Faccio (da Product Of The 90s)
- 2019 - Grezzo feat. Suarez - Vangelo (da Sushi & Pajata)
- 2019 - Grezzo feat. Suarez - Messo Male (da Sushi & Pajata)
- 2020 - Nor AKA Psychohead feat. Suarez - Macchina Assassina (da Trouble Maker)
- 2020 - Suarez & Supremo 73 - Opposti (da Rewind Epicentro Romano 4)
- 2020 - Sgravo feat. Suarez - Tacci Tua (da Mantra)
- 2020 - The Old Skull feat. Danno, Suarez, Chef Ragoo & Dj Craim - Strozzapreti Alla Romana Remix (da Ruggine E Rumore)
- 2020 - Mr Phil feat. Suarez - Nel mio film (da The Horror)
- 2020 - Da Specialist feat. Suarez - Princìpi (da Da Specialist)
- 2021 - Mr Seyo feat. Suarez - IYF (da Tagli)
- 2021 - Chef Ragoo feat. Suarez - Nerd Hop (da Novecento)
- 2021 - Royal Damn & Don Plemo feat. Dunk & Suarez - The Town XIV
- 2021 - Er Drago feat. Suarez - Mar morto (da Beats al dente)
- 2021 - Santo Trafficante feat. Metal Carter, Lord Madness, Fetz Darko & Suarez - Ultra violence (da Sicario su commissione)
- 2021 - Dj Fastcut feat. Kappa O, Virux & Suarez - Il peggio del peggio (da Dead Poets 3: Maledetti)
- 2022 - Dj Fede feat. Il Turco, Suarez, Montenero & Dj Tsura - Suono Sporco Reloaded version (Singolo)
- 2022 - The Old Skull & Suarez - Mina Vagante (Singolo)
- 2022 - Cannas Uomo feat. Suarez, Danno & Rosa White - Cannas Meditation pt 3 (da Cane Sporco)
- 2022 - Ice One, Max Fogli, Giso, Dafa, Nema, Suarez, Jap, Phrome, July B,Fadamat, Ferretti, Jack Makkia, Hector Dalai, Giorno Giovanna aka Callister, Dj Lil Cut  - Copa Mundial (Singolo)
- 2023 - Sgravo feat. Supremo 73 & Suarez - Quanno a tordi e quanno a grilli (da Borgataro)
- 2023 - Setanera feat. Suarez - The Promise (da Equilibrium)
- 2023 - Dj Fastcut feat. Suarez, Sgravo & Royal Damn - A carte scoperte (da Dead Poets 4)
- 2024 - Fat, Price, Ripper Mookie feat. Pacman XII & Suarez - Chucky (da Prima Fila Post Credits)
- 2024 - Nor Psychohead feat. Mc Bbo & Suarez - Arpia Selen (da Radio Morte)
- 2024 - Supremo 73 feat. Suarez & Sgravo - Gli stessi brividi (da Vox Populi)
- 2024 - Supremo 73 feat. Suarez, Simo Gdb & Grezzo - Ancora (da Vox Populi)
- 2024 - Il Turco feat. Simo Gdb & Suarez- Necronomicon (da Mentalità)
- 2024 - The Old Skull feat. Suarez - Io so stanco Reloaded live version (da Summer day in Hell)
- 2024 - The Old Skull feat. Suarez - Mina Vagante Reloaded live version (da Summer day in Hell)
- 2024 - The Old Skull feat. Danno, Suarez & Chef Ragoo - Strozzapreti alla Romana Reloaded live version (da Summer day in Hell)
- 2025 - Dj Exy feat. Danno, Suarez & Dj Ceffo - Burattini (da Cronache de Roma)
- 2025 - Dj Exy feat. Suarez, Lord Madness & Dj Snifta - Perdona i miei peccati (da Cronache de Roma)
- 2025 - Dj Exy feat. Fetz Darko, Suarez & Dj Kimo - 300 km (da Cronache de Roma)

## Filmografia
- Made In Trullo, regia di Bruno Pace (2016)[20]